# ぶつかり稽古
ぶつかり稽古（ぶつかりけいこ）とは受ける側とぶつかる側に分かれて行う相撲の稽古のことである。当たる側は押す力、出足をつけて当り、倒れる際に受け身の稽古をする。当たった時に押せなかった場合は、首を押さえられながらすり足をさせられ、転がされる。受ける側はぶつかる側より、やや力の強い力士が行う。受ける側は、足幅を広めにして腰を割り、両手を広げて右足を前に踏み込み、相手の当たりを受け、おっつけなども行う。左足を踏み込むと心臓のある左胸が前に出てしまうので安全面の問題が生じるが、貴闘力などは平気で行っていたという。防御と押しの姿勢を繰り返すことにより、受け身を覚える。これが怪我の防止にもつながる。
関取でも5分も続ければ息が上がるハードな稽古とされるが、2007年に起きた時津風部屋力士暴行死事件では暴行死した力士に対し、「かわいがり」の一環として兄弟子が30分近くぶつかり稽古をさせた。
近年では、豊真将が錣山親方（元寺尾）の胸を借りてぶつかり稽古をしたが、後に錣山親方が肋骨を3本も折っていた事を知ったというエピソードがあるように、胸を出す方にも相当な鍛錬が要求される厳しい稽古である。尚、豊真将はこのぶつかり稽古があったからこそ幕内に上がれたと語っている。
また、力の強い横綱や幕内上位の関取が体を慣らすために下位力士にぶつかってもらう場合は、体をほぐす意味からあんまと呼ばれる。
新型コロナウイルスの感染拡大を受けて、日本相撲協会は2020年4月10日までに部屋持ちの師匠に対し、申し合いやぶつかり稽古を控えることを通達した。これは、ぶつかり稽古が濃厚接触に該当するためである。